# Nederlands landskampioenschap voetbal 1904/05
Het Nederlands landskampioenschap voetbal van het seizoen 1904/05 werd beslist door twee kampioenswedstrijden tussen de kampioen van de westelijke afdeling HVV en de Oostelijke de PW.
De Haagse club won over twee wedstrijden van de Enschedese club en werd de kampioen van Nederland.
| Wedstrijd | Uitslagen    |
| --------- | ------------ |
| HVV - PW  | 4 - 1, 4 - 2 |

## Eindstanden

### Oost
| Positie | Club       | WG | W | G | V | P  | DS    |
| ------- | ---------- | -- | - | - | - | -- | ----- |
| 1.      | PW         | 10 | 8 | 0 | 2 | 16 | 44-15 |
| 2.      | Vitesse    | 10 | 6 | 3 | 1 | 15 | 36-19 |
| 3.      | Quick      | 10 | 4 | 2 | 4 | 10 | 26-26 |
| 4.      | UD         | 10 | 3 | 1 | 6 | 7  | 24-30 |
| 5.      | Wilhelmina | 10 | 3 | 1 | 6 | 7  | 23-41 |
| 6.      | GVC        | 10 | 2 | 1 | 7 | 5  | 16-38 |

### West
| Positie | Club          | WG | W  | G | V  | P  | DS     |
| ------- | ------------- | -- | -- | - | -- | -- | ------ |
| 1.      | HVV           | 22 | 12 | 6 | 4  | 30 | 61-32  |
| 2.      | DFC           | 22 | 12 | 6 | 4  | 30 | 62-39  |
| 3.      | HFC           | 22 | 12 | 1 | 9  | 25 | 64-45  |
| 4.      | Velocitas     | 22 | 10 | 4 | 8  | 24 | 72-61  |
| 5.      | Sparta        | 22 | 10 | 4 | 8  | 24 | 46-44  |
| 6.      | Ajax (Leiden) | 22 | 10 | 3 | 9  | 23 | 59-53  |
| 7.      | Hercules      | 22 | 10 | 3 | 9  | 23 | 52-47  |
| 8.      | Haarlem       | 22 | 10 | 2 | 10 | 22 | 73-54  |
| 9.      | HBS           | 22 | 9  | 4 | 9  | 22 | 63-51  |
| 10.     | Quick         | 22 | 8  | 6 | 8  | 22 | 53-46  |
| 11.     | RAP           | 22 | 4  | 3 | 15 | 11 | 35-82  |
| 12.     | Rapiditas     | 22 | 3  | 2 | 17 | 8  | 30-116 |

Nederlands landskampioenschap

1888/89 · 
1889/90 ·
1890/91 ·
1891/92 ·
1892/93 ·
1893/94 ·
1894/95 ·
1895/96 ·
1896/97 ·
1897/98 ·
1898/99 ·
1899/00 ·
1900/01 ·
1901/02 ·
1902/03 ·
1903/04 ·
1904/05 ·
1905/06 ·
1906/07 ·
1907/08 ·
1908/09 ·
1909/10 ·
1910/11 ·
1911/12 ·
1912/13 ·
1913/14 ·
1914/15 ·
1915/16 ·
1916/17 ·
1917/18 ·
1918/19 ·
1919/20 ·
1920/21 ·
1921/22 ·
1922/23 ·
1923/24 ·
1924/25 ·
1925/26 ·
1926/27 ·
1927/28 ·
1928/29 ·
1929/30 ·
1930/31 ·
1931/32 ·
1932/33 ·
1933/34 ·
1934/35 ·
1935/36 ·
1936/37 ·
1937/38 ·
1938/39 ·
1939/40 ·
1940/41 ·
1941/42 ·
1942/43 ·
1943/44 ·
1944/45 ·
1945/46 ·
1946/47 ·
1947/48 ·
1948/49 ·
1949/50 ·
1950/51 ·
1951/52 ·
1952/53 ·
1953/54
Betaald voetbal

Eerste klasse 1954/55 ·
Hoofdklasse 1955/56
Eredivisie

1956/57 · 1957/58 · 1958/59 · 1959/60 · 1960/61 · 1961/62 · 1962/63 · 1963/64 · 1964/65 · 1965/66 · 1966/67 · 1967/68 · 1968/69 · 1969/70 · 1970/71 · 1971/72 · 1972/73 · 1973/74 · 1974/75 · 1975/76 · 1976/77 · 1977/78 · 1978/79 · 1979/80 · 1980/81 · 1981/82 · 1982/83 · 1983/84 · 1984/85 · 1985/86 · 1986/87 · 1987/88 · 1988/89 · 1989/90 · 1990/91 · 1991/92 · 1992/93 · 1993/94 · 1994/95 · 1995/96 · 1996/97 · 1997/98 · 1998/99 · 1999/00 · 2000/01 · 2001/02 · 2002/03 · 2003/04 · 2004/05 · 2005/06 · 2006/07 · 2007/08 · 2008/09 · 2009/10 · 2010/11 · 2011/12 · 2012/13 · 2013/14 · 2014/15 · 2015/16 · 2016/17 · 2017/18 · 2018/19 · 2019/20 · 2020/21 · 2021/22 · 2022/23 · 2023/24 · 2024/25